# Кызыл-Юлдуз (Илишевский район)
Кызыл-Юлдуз (баш. Ҡыҙыл Йондоҙ) — деревня в Илишевском районе Республики Башкортостан Российской Федерации. Входит в состав Базитамакского сельсовета.

## География

### Географическое положение
Расстояние до:
- районного центра (Верхнеяркеево): 35 км,
- центра сельсовета (Базитамак): 2 км,
- ближайшей ж/д станции (Буздяк): 142 км.

## Население
| 2002 | 2009 | 2010 |
| ---- | ---- | ---- |
| 106  | ↘87  | ↘85  |